# Yala (tỉnh)
Yala (tiếng Thái: ยะลา, phiên âm: Da-la) là tỉnh ở cực Nam của Thái Lan. Các tỉnh giáp ranh (từ tây bắc theo chiều kim đồng hồ) là: Songkhla, Pattani và Narathiwat. Yala là tỉnh không giáp biển duy nhất ở miền Nam Thái Lan. Phía Nam tỉnh giáp bang Kedah và bang Perak của Malaysia.